# Anpassungsentwicklung
Anpassungsentwicklung bedeutet, dass Forschungs- und Entwicklungsstandorte eines Unternehmens keine neuen Produkte entwickeln, sondern bestehende Produkte für ihren lokalen Markt anpassen. Sie liefern unter Umständen Unterstützung für lokale Produktionseinheiten und stellen eine Serviceabteilung für weitere Unternehmensbereiche vor Ort dar. Meist sind sie personell nicht umfangreich besetzt, vorwiegend arbeiten Techniker und Ingenieure für sie. In der Regel werden sie regional gesteuert. Sie befassen sich ausschließlich mit Produkt- und Prozessentwicklung.